# Raïon d'Artsyz
Le raïon d'Artsyz est une subdivision administrative de l'Ukraine, située dans l'oblast d'Odessa et dans la région historique du Boudjak. Le centre administratif est situé à Artsyz. Avec la réforme administrative de 2020 il disparaît , fondu dans les raïons de Bolhrad, Izmaïl.

## Situation
| Positionnement du raïon d'Artsyz                                                                                           |
| --- |
| Raïon de Taroutyné Raïon de Sarata Raïon de Tatarbounary Raïon de Kilia Raïon d'Izmaïl Raïon de Bolhrad Raïon de Taroutyné |